# KV33
KV33 (Kings' Valley 33) è la sigla che identifica una delle tombe della Valle dei Re in Egitto; titolare sconosciuto.
Uniche notizie relative a KV33 sono quelle fornite da Victor Loret, che operò per conto del Servizio delle Antichità egizie, nel 1898. Benché non esistano planimetrie esatte, dovrebbe essere costituita da due locali non ultimati.
Data la vicinanza con la KV34 di Thutmosi III, si è ipotizzato potesse trattarsi di una sepoltura sussidiaria del re, di un membro della sua famiglia o del suo visir Rekhmira. Attualmente la tomba non è accessibile poiché sul suo ingresso sono state costruite moderne strutture.
Scavi sistematici della KV33 sono stati eseguiti solo nel 2012-2015, nell’ambito del The University of Basel King’s Valley Project (trad. Progetto Valle dei Re dell’Università di Basilea) ; la scala, che è risultata costituita da dieci gradini ben tagliati nel calcare e molto ben conservati, termina in un'ampia anticamera su cui si aprono due piccole camere laterali. La tomba, che presentava tracce di furto, venne liberata dai detriti rinvenendo molti frammenti di vasellame e di una grande giara risalente alla XVIII dinastia e, molto probabilmente, al regno di Thutmosi III. Pochi resti umani, in pessime condizioni a causa dell’acqua, non hanno consentito di stabilire utili notizie sull’occupante o sul numero stesso degli occupanti.
Successive analisi sui resti umani, hanno consentito di ipotizzare che tre furono gli occupanti della KV33, mentre approfondimenti sui frammenti di vasellame riscostruito hanno confermato un periodo compatibile con il regno di Thutmosi III.

### Approfondimenti
1. ↑  Le tombe vennero classificate nel 1827, dalla numero 1 alla 22, da John Gardner Wilkinson in ordine geografico. Dalla numero 23 la numerazione segue l’ordine di scoperta.
2. ↑  Il progetto vede la collaborazione, oltre l’Università di Basilea, dell’Università Americana del Cairo –Dipartimento Egittologia- e dell’Università di Zurigo –Centro di medicina evolutiva: progetto mummie egizie-; prevede lo studio e l’analisi di varie tombe della Valle dei re: KV26, KV29, KV30,  KV31,  KV32,  KV33,  KV37,  KV40,  KV59,  KV61 e la recentissima KV64.

### Fonti
1. ↑  Nicholas Reeves e Richard Wilkinson, The complete valley of the Kings, New York, Thames & Hudson, 2000, p. 183.
2. ↑  Ägyptologisches Seminar: Report 2012 Archiviato il 14 gennaio 2017 in Internet Archive.
3. ↑   Ägyptologisches Seminar: Report 2014, su aegyptologie.unibas.ch. URL consultato il 3 febbraio 2017 (archiviato dall'url originale il 4 febbraio 2017).